# Leiyang
Leiyang är en stad på häradsnivå som lyder under Hengyangs stad på prefekturnivå i Hunan-provinsen i södra Kina. Den ligger omkring 200 kilometer söder om provinshuvudstaden Changsha. 